# Дубровский (Алтайский край)
Дубровский — посёлок в Алейском районе Алтайского края России. Входит в состав Кировского сельсовета.

## История
Основан в 1918 г. В 1928 г. село Дубровское состояло из 132 хозяйства, основное население — русские. Центр Дубровского сельсовета Алейского района Барнаульского округа Сибирского края.

## Население
| 1926 | 1997 | 1998 | 1999 | 2000 | 2001 | 2002 | 2003 | 2004 |
| ---- | ---- | ---- | ---- | ---- | ---- | ---- | ---- | ---- |
| 761  | ↘176 | ↘154 | →154 | ↘148 | ↘121 | ↗138 | ↘129 | ↘118 |
| 2005 | 2006 | 2007 | 2008 | 2009 | 2010 | 2011 | 2012 | 2013 |
| ↘100 | ↗106 | ↘100 | ↘93  | ↘92  | ↘56  | ↗57  | ↘48  | ↘45  |

Согласно результатам переписи 2002 года, в национальной структуре населения русские составляли 84 %.